# Aurlandsfjorden
El fiord d'Aurland o Aurlandsfjord (també en noruec: Aurlandsfjorden) és un fiord de Sogn og Fjordane, Noruega, que flueix a través dels municipis d'Aurland, Vik, i Lærdal. Amb 29 quilòmetres de llargada, aquest fiord és una branca del principal Sognefjord, el fiord més llarg de Noruega i el segon del món. El fiord és profund i estret, arribant a una profunditat d'uns 962 metres sota el nivell del mar, i la seva amplada és generalment de menys de 2 quilòmetres. A uns 11 quilòmetres al sud de la desembocadura del fiord, hi ha una altra branca, el Nærøyfjord, que va cap a l'oest. El poble de Flåm es troba a la part interior de l'Aurlandsfjord; els altres pobles al llarg del fiord són Aurlandsvangen i Undredal. La major part del fiord està envoltat de muntanyes escarpades de fins a 1.800 metres d'altura, amb pocs habitats al llarg del fiord que estan concentrats en petits pobles.
Gran parts del fiord és Patrimoni de la Humanitat per la UNESCO, ja que està inclòs en la secció Nærøyfjord dels Fiords Occidentals Noruecs.

## Galeria

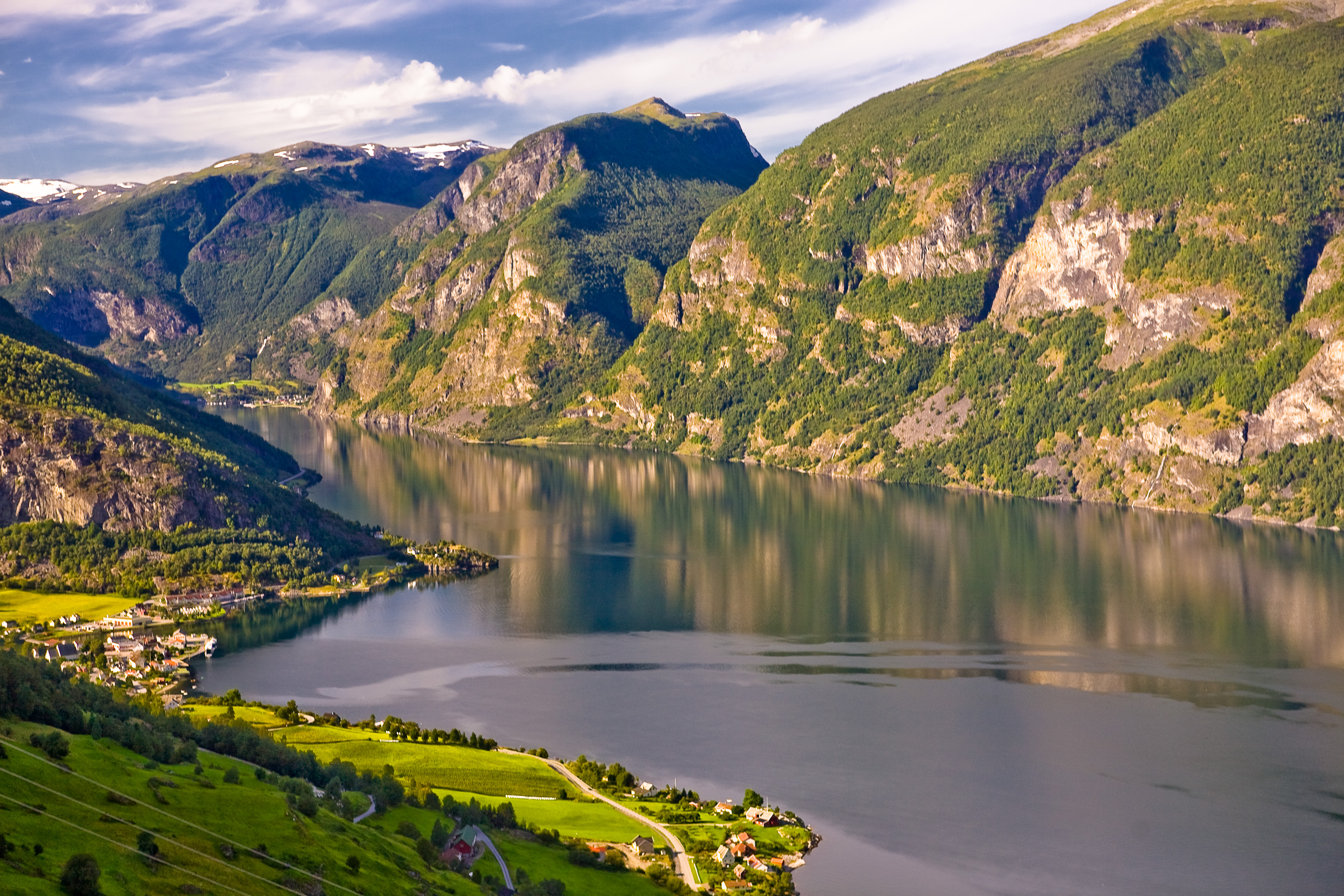
Aurlandsfjorden vist des d'una carretera de muntanya
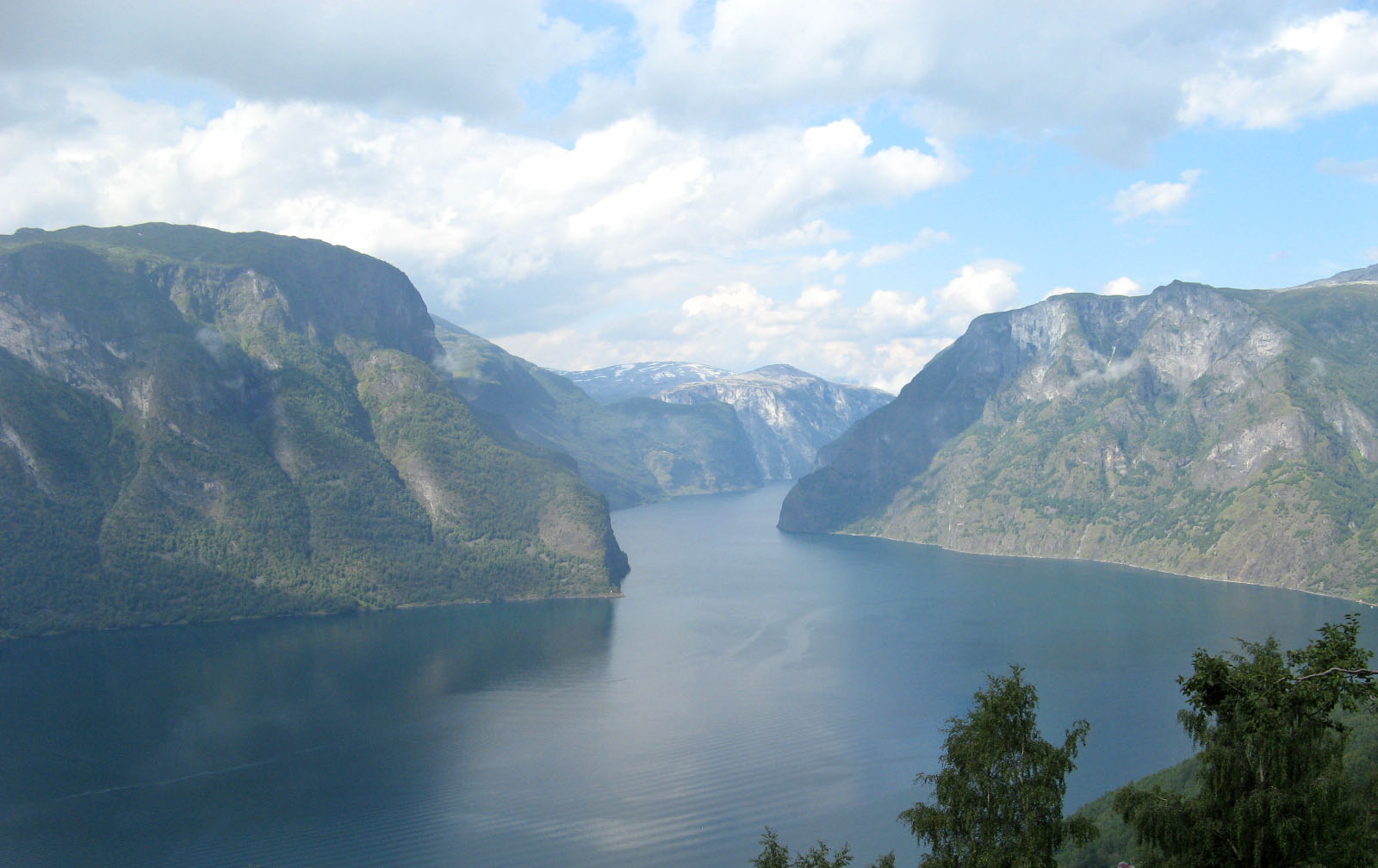
Vist des del nord-oest des de Stegastein
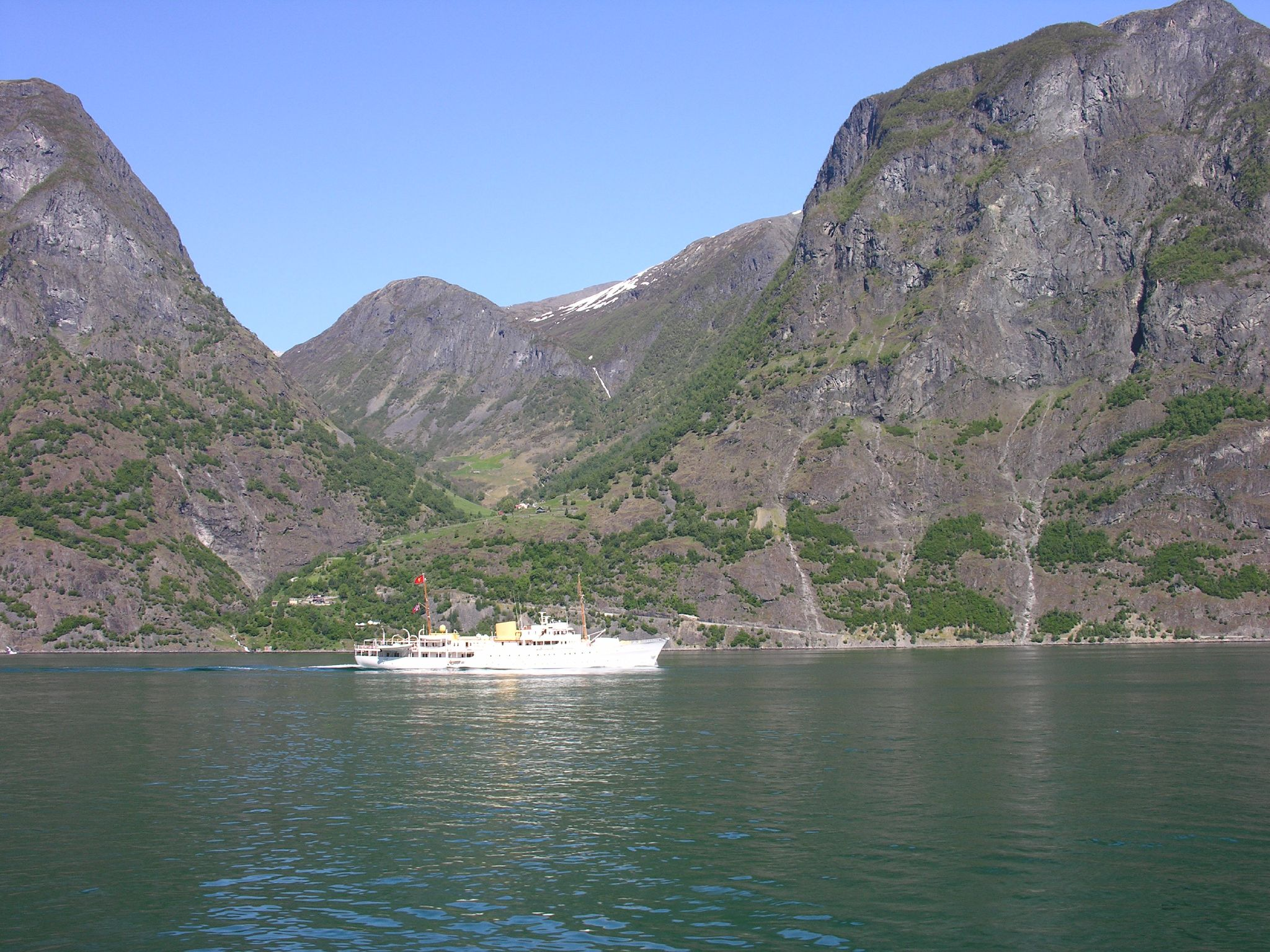
El iot reial a Skjerdal
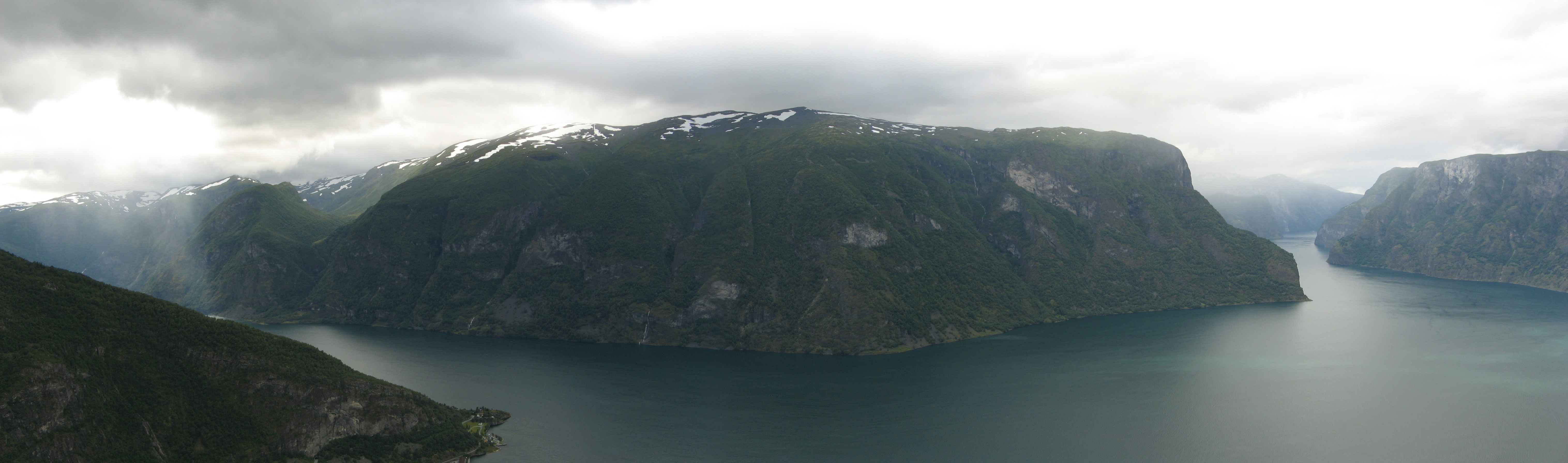
Panoràmica
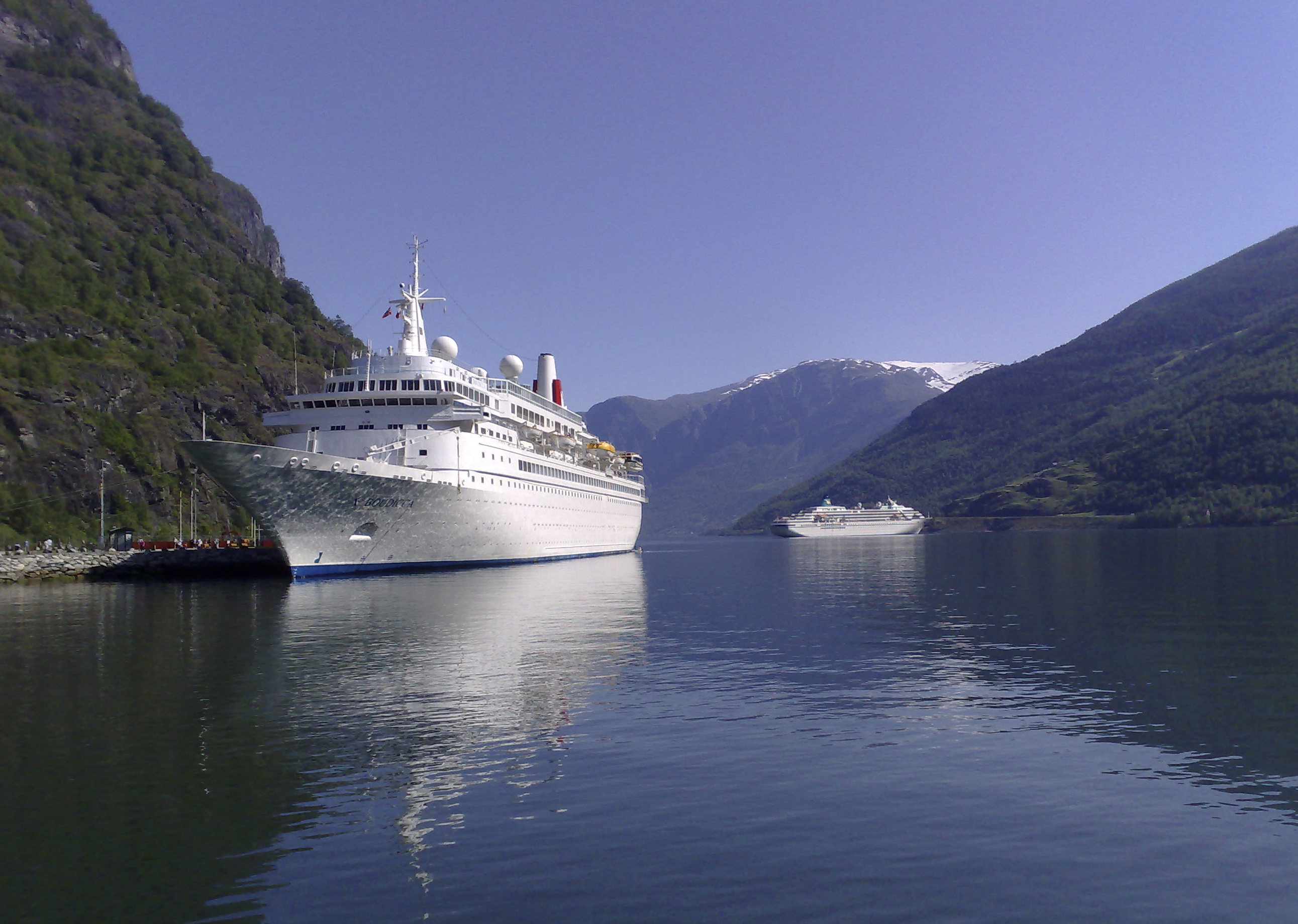
Creuer a Flåm